# Charles Lecocq
Charles Lecocq (Párizs, 1832. június 3. – Párizs, 1918. október 24.) francia zeneszerző. Elsősorban operettszerzőként vált ismertté. La Fille de Mme Angot (Angot asszony lánya) című műve hosszú ideig népszerű volt operettszínházakban és operaházakban.

## Élete
A conservatoire-on orgonát tanult François Benois-tól, elméletet François Bazintől és Jacques Fromental Halévytól. Tanításból élve, Georges Bizet-vel együtt írták meg Le docteur Miracle című operettjüket, amely 1857-ben egy Jacques Offenbach által kitűzött pályadíjat megnyert. Lecocq első önálló operettje a Huis-Clos (1859) volt. A következő hat műve kevés előadást ért meg, igazából a Fleur de thé (1868) volt első igazi sikere. Ezt követően 8 vaudeville- és operettzenéje jelent meg nagyobb feltűnés nélkül, míg az ismertebbé lett Les cent vierges (1872) és a világhírűvé vált La fille de Madame Angot megszülettek. Később még 20 operettet írt, az ismertebbek: Giroflé-Girofla (Viola-Ibolya, 1874); La petite mariée (A kis menyecske); Kosiki, La Marjolaine (Kisasszony feleségem, 1877); Le petit duc (A kis herceg 1878); Camargo; Le grand Casimir (Hórihorgas Kázmér); La jolie Persane (A szép perzsa lány); Le jour et la nuit (Nap és Hold); Le coeur et la main (A kertészleány 1882); La princesse des Canaries (Kanári hercegnő 1883); L'oiseau bleu (A kék madár 1884). Darabjai a színpadokon sikeresek voltak.